# Axiopsis baronai
Axiopsis baronai is een tienpotigensoort uit de familie van de Axiidae. De wetenschappelijke naam van de soort is voor het eerst geldig gepubliceerd in 1977 door Squires.